# Championnat du Nicaragua de football 1996-1997
Navigation
Saison précédente Saison suivante
La Primera División 1996-1997 est la cinquante-quatrième édition de la première division nicaraguayenne.
Lors de ce tournoi, le Diriangén FC a conservé son titre de champion du Nicaragua face aux meilleurs clubs nicaraguayens.
Seulement deux places étaient qualificatives pour la Coupe des champions de la CONCACAF et une seule pour la Coupe des vainqueurs de coupe de la CONCACAF.

## Compétition

### La Phase Finale

#### Tableau
|  | 1/2 finale               | 1/2 finale               | 1/2 finale     | 1/2 finale   | 1/2 finale | 1/2 finale |   |  | Finale | Finale | Finale | Finale | Finale |  |
|  |                          |                          |                |              |            |            |   |  |        |        |        |        |        |  |
|  |                          |                          |                |              |            |            |   |  |        |        |        |        |        |  |
|  |                          |                          |                |              |            |            |   |  |        |        |        |        |        |  |
|  | Diriangén FC             | Diriangén FC             |                | 3            | 3          |            |   |  |        |        |        |        |        |  |
|  | Diriangén FC             | Diriangén FC             |                |              |            |            |   |  |        |        |        |        |        |  |
|  | Deportivo Masachapa      | Deportivo Masachapa      |                | 1            | 0          |            |   |  |        |        |        |        |        |  |
|  | Deportivo Masachapa      | Deportivo Masachapa      | Diriangén FC   | Diriangén FC | 0          |            | 2 |  |        |        |        |        |        |  |
|  |                          |                          |                | Diriangén FC |            |            |   |  |        |        |        |        |        |  |
|  |                          | Real Estelí FC           | Real Estelí FC |              | 1          |            |   |  |        |        |        |        |        |  |
|  | Deportivo Walter Ferreti | Deportivo Walter Ferreti | Real Estelí FC |              | 1          | 1          | 1 |  |        |        |        |        |        |  |
|  | Deportivo Walter Ferreti | Deportivo Walter Ferreti |                |              |            | 1          | 1 |  |        |        |        |        |        |  |
|  | Real Estelí FC           | Real Estelí FC           |                | 0            | 3          |            |   |  |        |        |        |        |        |  |
|  | Real Estelí FC           | Real Estelí FC           |                | 0            | 3          |            |   |  |        |        |        |        |        |  |

#### Demi-finales
| Club                     | Aller | Retour | Club                | Commentaire |
| Diriangén FC             | 3-1   | 3-0    | Deportivo Masachapa |             |
| Deportivo Walter Ferreti | 1-0   | 1-3    | Real Estelí FC      |             |

#### Finale
| 25 mai 1997 | Diriangén FC               | 2:1   | Real Estelí FC          | Stade Cacique Diriangén |  |
|             | Miguel Cruz 50e · Gago 55e | (0:0) | Samuel Oliva 73e (pen.) |                         |  |

## Bilan du tournoi
| Tableau d'Honneur |              |
| Compétition       | Vainqueur    |
| Primera División  | Diriangén FC |
| Copa de Nicaragua | Diriangén FC |

| Qualifications continentales 1997-1998       |                             |
| Coupe des champions de la CONCACAF           | Qualifiés                   |
| Premier tour de qualification                | Diriangén FC Real Estelí FC |
| Coupe des vainqueurs de coupe de la CONCACAF | Qualifiés                   |
| Tour de qualification                        | Diriangén FC                |

| Promotions et relégations   |                    |
| Relégué en Segunda División | Real Madriz        |
| Promu de Segunda División   | Deportivo Bautista |